# 岩倉槇子
岩倉 槇子（いわくら まきこ、旧姓：野口槇子、文政10年（1827年） - 明治36年（1903年）2月23日）は、岩倉具視の継室。
膳所藩の勘定組・野口為五郎賀代の次女として膳所（現滋賀県大津市）に生まれる。兄の賀柔が岩倉具視に仕えていたことから、兄は身辺警護を、自身は身の回りの世話をするようになる。岩倉が志士に追われていた時は膳所の実家に匿うなど、不遇の時代を通じて仕える。明治7年（1874年）、具視の正室が逝去したのち継室となり、二男三女をもうける。長男の岩倉具定の直系の孫が小桜葉子（岩倉具子）で、その息子で俳優の加山雄三は玄孫にあたる。

## 子孫
- 亀井久興 - 玄孫、国民新党・政治家
- 山下徹大 - 来孫、俳優
- 喜多嶋舞 - 来孫、女優

## 墓所
- 曹洞宗補陀落山海晏寺（品川区南品川5-16-22）。境内には松平春嶽の墓所もある。
- 光源寺 - 大津市中庄にある真宗仏光寺派の寺院。岩倉家が建てた野口家累代の墓に分骨が合葬されている。